# Bienvillers-au-Bois
Bienvillers-au-Bois [bjɛ̃vile o bwa] est une commune française située dans le département du Pas-de-Calais en région Hauts-de-France. Ses habitants sont appelés les Bienvillois. La commune est membre de la communauté de communes des Campagnes de l'Artois.

## Géographie

### Localisation
Localisée dans le sud-est du département du Pas-de-Calais, Bienvillers-au-Bois se situe à 15 km d'Avesnes-le-Comte et à 18 km au sud-ouest d'Arras (chef-lieu d'arrondissement et préfecture du Pas-de-Calais),.
Le territoire de la commune est limitrophe de ceux de sept communes.
Les communes limitrophes sont Berles-au-Bois, Monchy-au-Bois, Pommier, Saint-Amand, Souastre, Foncquevillers et Hannescamps.

### Géologie et relief
La superficie de la commune est de 7,39 km2 ; son altitude varie de 140  à   160 mètres.

### Hydrographie
Le territoire de la commune est situé dans le bassin Artois-Picardie. Elle n'est drainée par aucun cours d'eau,.

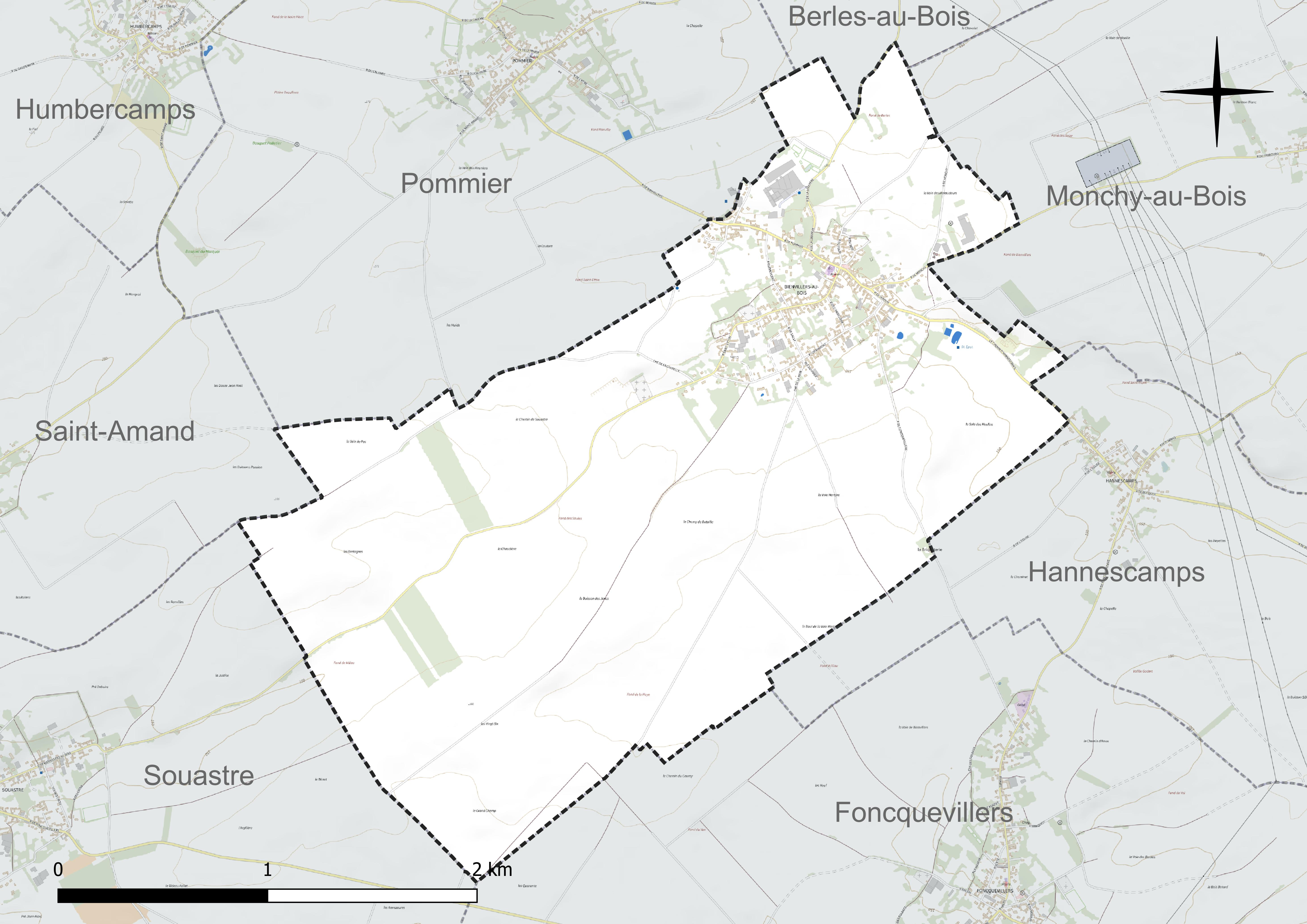
Réseau hydrographique de Bienvillers-au-Bois.

### Climat
Pour des articles plus généraux, voir Climat des Hauts-de-France et Climat du Pas-de-Calais.
En 2010, le climat de la commune est de type climat des marges montargnardes, selon une étude du CNRS s'appuyant sur une série de données couvrant la période 1971-2000. En 2020, Météo-France publie une typologie des climats de la France métropolitaine dans laquelle la commune est exposée à un climat océanique et est dans la région climatique Nord-est du bassin Parisien, caractérisée par un ensoleillement médiocre, une pluviométrie moyenne régulièrement répartie au cours de l'année et un hiver froid (3 °C).
Pour la période 1971-2000, la température annuelle moyenne est de 9,7 °C, avec une amplitude thermique annuelle de 14,5 °C. Le cumul annuel moyen de précipitations est de 836 mm, avec 12,7 jours de précipitations en janvier et 9,5 jours en juillet. Pour la période 1991-2020, la température moyenne annuelle observée sur la station météorologique la plus proche, située sur la commune de Saulty à 8 km à vol d'oiseau, est de 10,4 °C et le cumul annuel moyen de précipitations est de 899,7 mm,. Pour l'avenir, les paramètres climatiques de la commune estimés pour 2050 selon différents scénarios d'émission de gaz à effet de serre sont consultables sur un site dédié publié par Météo-France en novembre 2022.

### Paysages
Pour un article plus général, voir Paysage en France.
La commune s'inscrit dans les « paysages des grandes plaines arrageoises et cambrésiennes » tels qu'ils sont définis dans l'atlas de paysages de la région Nord-Pas-de-Calais, conçu par la direction régionale de l'Environnement, de l'Aménagement et du Logement (DREAL),.
Ces « paysages des grandes plaines arrageoises et cambrésiennes », qui concernent 238 communes, sont constitués de 80,36 % de cultures, de 8,01 % d'espaces artificialisés avec les communes principales de Cambrai, Caudry, Bapaume et Avesnes-le-Comte, de 7,25 % de prairies naturelles, permanentes, de 3,19 % de forêts et de milieux semi-naturels, 0,77 % de friches industrielles, de 0,38 % de cours d'eau et plan d'eau et de 0,04 % d’espaces industriels. Ces paysages sont dominés par les « grandes cultures » de céréales et de betteraves industrielles qui représentent 70 % de la surface agricole utilisée (SAU).

## Urbanisme

### Typologie
Au 1er janvier 2024, Bienvillers-au-Bois est catégorisée bourg rural, selon la nouvelle grille communale de densité à sept niveaux définie par l'Insee en 2022.
Elle est située hors unité urbaine. Par ailleurs la commune fait partie de l'aire d'attraction d'Arras, dont elle est une commune de la couronne,. Cette aire, qui regroupe 163 communes, est catégorisée dans les aires de 50 000 à moins de 200 000 habitants,.

### Occupation des sols
L'occupation des sols de la commune, telle qu'elle ressort de la base de données européenne d'occupation biophysique des sols Corine Land Cover (CLC), est marquée par l'importance des territoires agricoles (91,9 % en 2018), une proportion identique à celle de 1990 (91,9 %). La répartition détaillée en 2018 est la suivante : 
terres arables (81,6 %), prairies (10,3 %), zones urbanisées (8,1 %). L'évolution de l'occupation des sols de la commune et de ses infrastructures peut être observée sur les différentes représentations cartographiques du territoire : la carte de Cassini (XVIIIe siècle), la carte d'état-major (1820-1866) et les cartes ou photos aériennes de l'IGN pour la période actuelle (1950 à aujourd'hui).

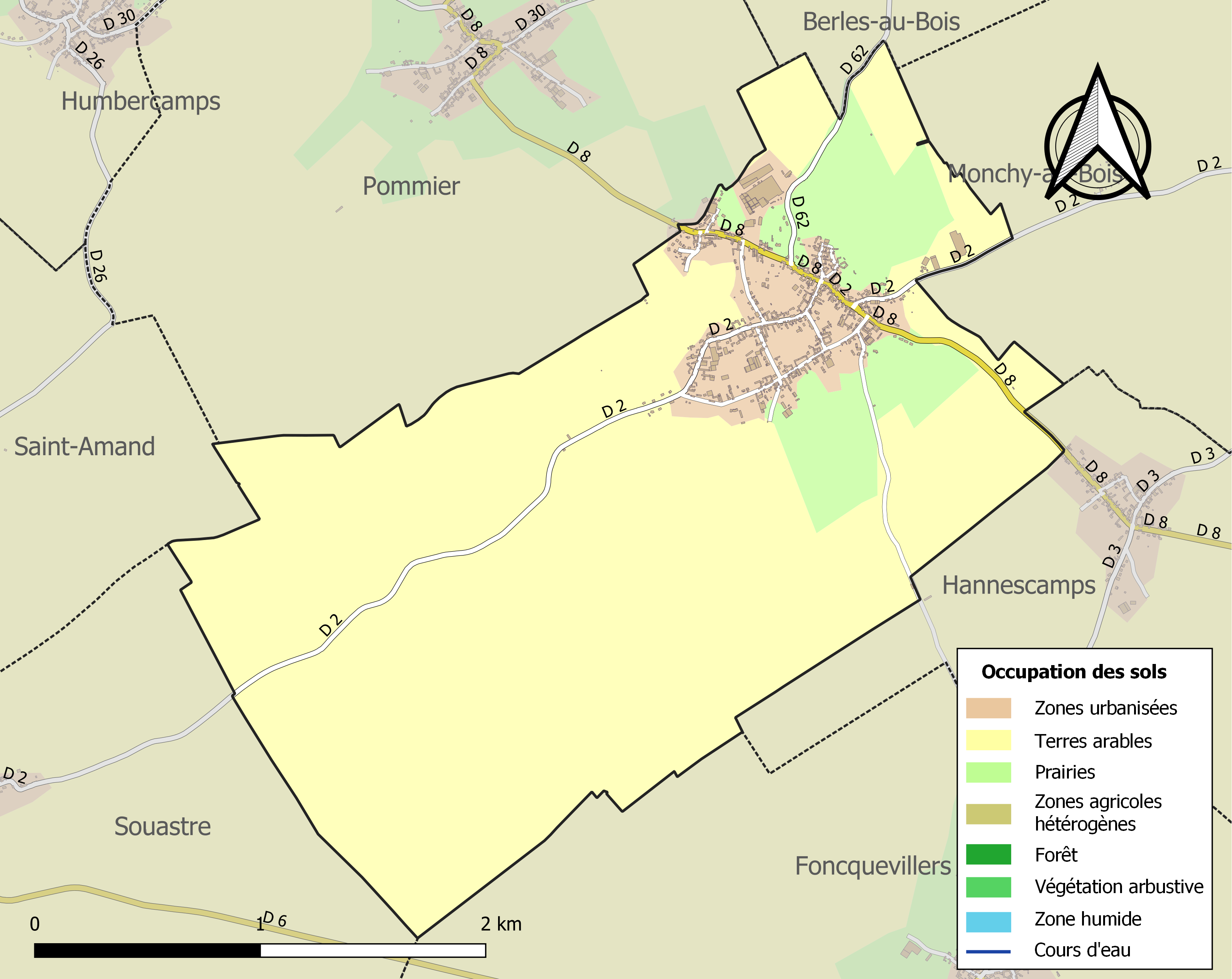
Carte des infrastructures et de l'occupation des sols de la commune en 2018 (CLC).

### Habitat et logement
En 2018, le nombre total de logements dans la commune était de 308, alors qu'il était de 290 en 2013 et de 282 en 2008.
Parmi ces logements, 86,9 % étaient des résidences principales, 5,9 % des résidences secondaires et 7,2 % des logements vacants. Ces logements étaient pour 99,3 % d'entre eux des maisons individuelles et pour 0,3 % des appartements.
Le tableau ci-dessous présente la typologie des logements à Bienvillers-au-Bois en 2018 en comparaison avec celle du Pas-de-Calais et de la France entière. Une caractéristique marquante du parc de logements est ainsi une proportion de résidences secondaires et logements occasionnels (5,9 %) inférieure à celle du département (6,4 %) et à celle de la France entière (9,7 %). Concernant le statut d'occupation de ces logements, 85,3 % des habitants de la commune sont propriétaires de leur logement (88,2 % en 2013), contre 57,8 % pour le Pas-de-Calais et 57,5 % pour la France entière.
| Typologie                                               | Bienvillers-au-Bois | Pas-de-Calais | France entière |
| ------------------------------------------------------- | ------------------- | ------------- | -------------- |
| Résidences principales (en %)                           | 86,9                | 86            | 82,1           |
| Résidences secondaires et logements occasionnels (en %) | 5,9                 | 6,4           | 9,7            |
| Logements vacants (en %)                                | 7,2                 | 7,6           | 8,2            |

### Voies de communication
La commune est desservie par les routes départementales D 8 et D 2. La route nationale 25, reliant Amiens à Arras, passe à six kilomètres au nord de l'agglomération.

### Transports
La gare la plus proche de la commune est la gare d'Arras, située à 18 km, et qui se trouve sur la ligne de Paris-Nord à Lille, desservie par des TGV inOui et des trains régionaux du réseau TER Hauts-de-France.

## Toponymie
Le nom de la localité est attesté sous les formes Buinvillere, Buinviller et Boinviller (1098), Boinviler (1106), Buinvileir (1136), Boinvileirs (1169), Boinvillare (XIIe siècle), Buionvileir (1214), Buevileir (1247), Binviler (1267), Bionvillare (1268), Bionviler (1299), Byonviller (XIIIe siècle), Byonvillers (XIVe siècle), Bayonviler (XIVe siècle), Bienvillers-au-Bois (1651), Bienvillers-aux-Bois (1720), Bienvillers au Bois (1793) et Bienvillers-au-Bois depuis 1801.

## Histoire

### Moyen Âge
Alain de Longueval, seigneur de Bienvillers, trouve la mort à la bataille d'Azincourt en 1415.

### Époque contemporaine
Pendant la Première Guerre mondiale, en octobre 1914, le front est à proximité de la commune. Des troupes françaises y stationnent.
La commune est décorée de la croix de guerre 1914-1918 par décret du 23 septembre 1920, distinction également attribuée à 276 autres communes du Pas-de-Calais.

## Politique et administration

### Rattachements administratifs
La commune se trouve dans l'arrondissement d'Arras du département du Pas-de-Calais depuis 1801.
La commune était rattachée depuis 1803 au canton de Pas-en-Artois. Dans le cadre du redécoupage cantonal de 2014 en France, cette circonscription administrative territoriale a disparu, et le canton n'est plus qu'une circonscription électorale.

### Rattachements électoraux
Pour les élections départementales, la commune fait partie depuis 2014 du canton d'Avesnes-le-Comte
Pour l'élection des députés, la commune fait partie de la première circonscription du Pas-de-Calais.

### Intercommunalité
Bienvillers-au-Bois était membre de la communauté de communes du canton de Pas-en-Artois, un établissement public de coopération intercommunale (EPCI) à fiscalité propre créé fin 1997 et auquel la commune avait transféré un certain nombre de ses compétences, dans les conditions déterminées par le code général des collectivités territoriales.
Une première fusion avec la communauté de communes des villages solidaires intervient le 1er janvier 2008, formant la communauté de communes des Deux Sources. Dans le cadre des dispositions de la loi portant nouvelle organisation territoriale de la République du 7 août 2015, qui prévoit que les établissements publics de coopération intercommunale (EPCI) à fiscalité propre doivent avoir un minimum de 15 000 habitants, cette intercommunalité qui n'atteignait pas le seuil légal est dissoute, et certaines de ses communes, dont Bienvillers-au-Bois, intègrent le 1er janvier 2017 la communauté de communes des Campagnes de l'Artois. La communauté de communes des Campagnes de l'Artois regroupe 96 communes et totalise 33 141 habitants en 2021.

#### Liste des maires
| Période                                  | Période                        | Identité          | Étiquette | Qualité                                |
| ---------------------------------------- | ------------------------------ | ----------------- | --------- | -------------------------------------- |
| Les données manquantes sont à compléter. |                                |                   |           |                                        |
| mars 2001                                | 2014                           | Olivier Prouvost  |           | Cadre administratif.                   |
| 2014,                                    | juillet 2022                   | Jean-Claude Level |           | Ancien chef comptable Mort en fonction |
| septembre 2022                           | En cours (au 16 décembre 2022) | Patrick Nepveu    |           | Major retraité de la Police nationale  |

## Équipements et services publics

### Justice, sécurité, secours et défense
La commune dépend du tribunal judiciaire d'Arras, du conseil de prud'hommes d'Arras, de la cour d'appel de Douai, du tribunal de commerce d'Arras, du tribunal administratif de Lille, de la cour administrative d'appel de Douai et du tribunal pour enfants d'Arras.

## Population et société

### Démographie
Les habitants de la commune sont appelés les Bienvillois et leur nom jeté ches onmes, quant aux Bienvilloises, leur nom jeté est ches finmes.

#### Évolution démographique
L'évolution du nombre d'habitants est connue à travers les recensements de la population effectués dans la commune depuis 1793. Pour les communes de moins de 10 000 habitants, une enquête de recensement portant sur toute la population est réalisée tous les cinq ans, les populations de référence des années intermédiaires étant quant à elles estimées par interpolation ou extrapolation. Pour la commune, le premier recensement exhaustif entrant dans le cadre du nouveau dispositif a été réalisé en 2007.

En 2022, la commune comptait 665 habitants, en évolution de +3,58 % par rapport à 2016 (Pas-de-Calais : −0,72 %, France hors Mayotte : +2,11 %).
| 1793  | 1800  | 1806  | 1821  | 1831  | 1836  | 1841  | 1846  | 1851  |
| ----- | ----- | ----- | ----- | ----- | ----- | ----- | ----- | ----- |
| 1 080 | 1 076 | 1 024 | 1 180 | 1 182 | 1 217 | 1 187 | 1 210 | 1 220 |

| 1856  | 1861  | 1866  | 1872  | 1876  | 1881  | 1886 | 1891 | 1896 |
| ----- | ----- | ----- | ----- | ----- | ----- | ---- | ---- | ---- |
| 1 162 | 1 162 | 1 105 | 1 063 | 1 015 | 1 020 | 984  | 953  | 940  |

| 1901 | 1906 | 1911 | 1921 | 1926 | 1931 | 1936 | 1946 | 1954 |
| ---- | ---- | ---- | ---- | ---- | ---- | ---- | ---- | ---- |
| 963  | 967  | 987  | 758  | 865  | 836  | 840  | 714  | 654  |

| 1962 | 1968 | 1975 | 1982 | 1990 | 1999 | 2006 | 2007 | 2012 |
| ---- | ---- | ---- | ---- | ---- | ---- | ---- | ---- | ---- |
| 659  | 629  | 665  | 584  | 614  | 619  | 606  | 604  | 633  |

| 2017 | 2022 | - | - | - | - | - | - | - |
| ---- | ---- | - | - | - | - | - | - | - |
| 643  | 665  | - | - | - | - | - | - | - |

#### Pyramide des âges
En 2018, le taux de personnes d'un âge inférieur à 30 ans s'élève à 35,4 %, soit en dessous de la moyenne départementale (36,7 %). À l'inverse, le taux de personnes d'âge supérieur à 60 ans est de 27,0 % la même année, alors qu'il est de 24,9 % au niveau départemental.
En 2018, la commune comptait 321 hommes pour 326 femmes, soit un taux de 50,39 % de femmes, légèrement inférieur au taux départemental (51,5 %).
Les pyramides des âges de la commune et du département s'établissent comme suit.
| Hommes | Classe d’âge | Femmes |
| ------ | ------------ | ------ |
| 0,3    | 90 ou +      | 1,9    |
| 7,2    | 75-89 ans    | 9,3    |
| 17,3   | 60-74 ans    | 17,9   |
| 21,0   | 45-59 ans    | 18,8   |
| 16,9   | 30-44 ans    | 18,5   |
| 15,0   | 15-29 ans    | 16,0   |
| 22,2   | 0-14 ans     | 17,5   |

| Hommes | Classe d’âge | Femmes |
| ------ | ------------ | ------ |
| 0,5    | 90 ou +      | 1,6    |
| 5,6    | 75-89 ans    | 8,9    |
| 16,7   | 60-74 ans    | 18,1   |
| 20,2   | 45-59 ans    | 19,2   |
| 18,9   | 30-44 ans    | 18,1   |
| 18,2   | 15-29 ans    | 16,2   |
| 19,9   | 0-14 ans     | 17,9   |

## Culture locale et patrimoine

### Lieux et monuments
- L'église Saint-Jacques.
- Le monument aux morts, polychrome et flanqué de deux canons allemands, issu de l'établissement d'Eugène Bénet et dont le sculpteur est Eugène Piron[38].
- Le Bienvillers Military Cemetery, cimetière britannique comprenant 1 605 corps de Première Guerre mondiale et 16 corps de la Seconde Guerre mondiale][39].

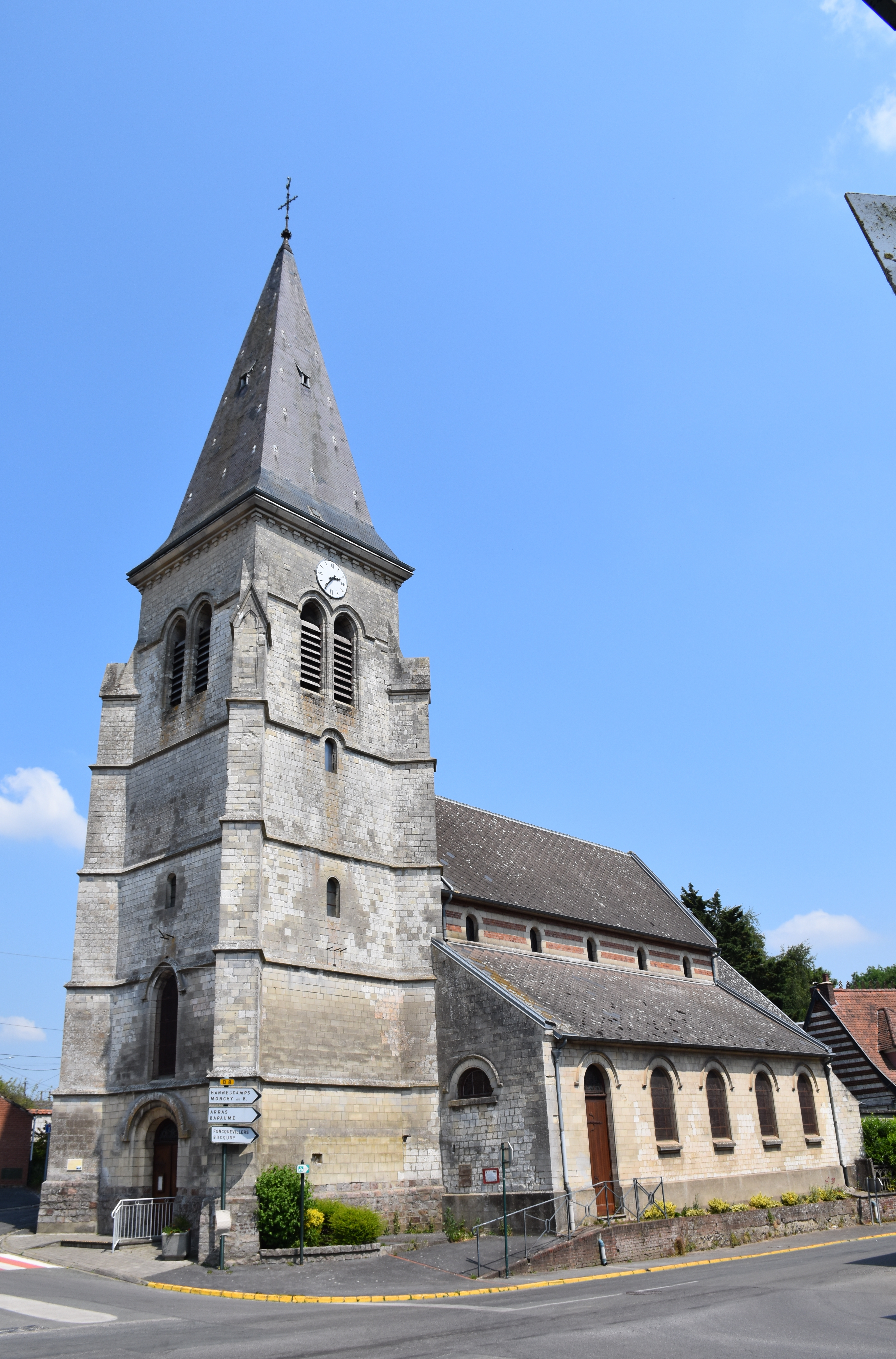
L'église Saint-Jacques.
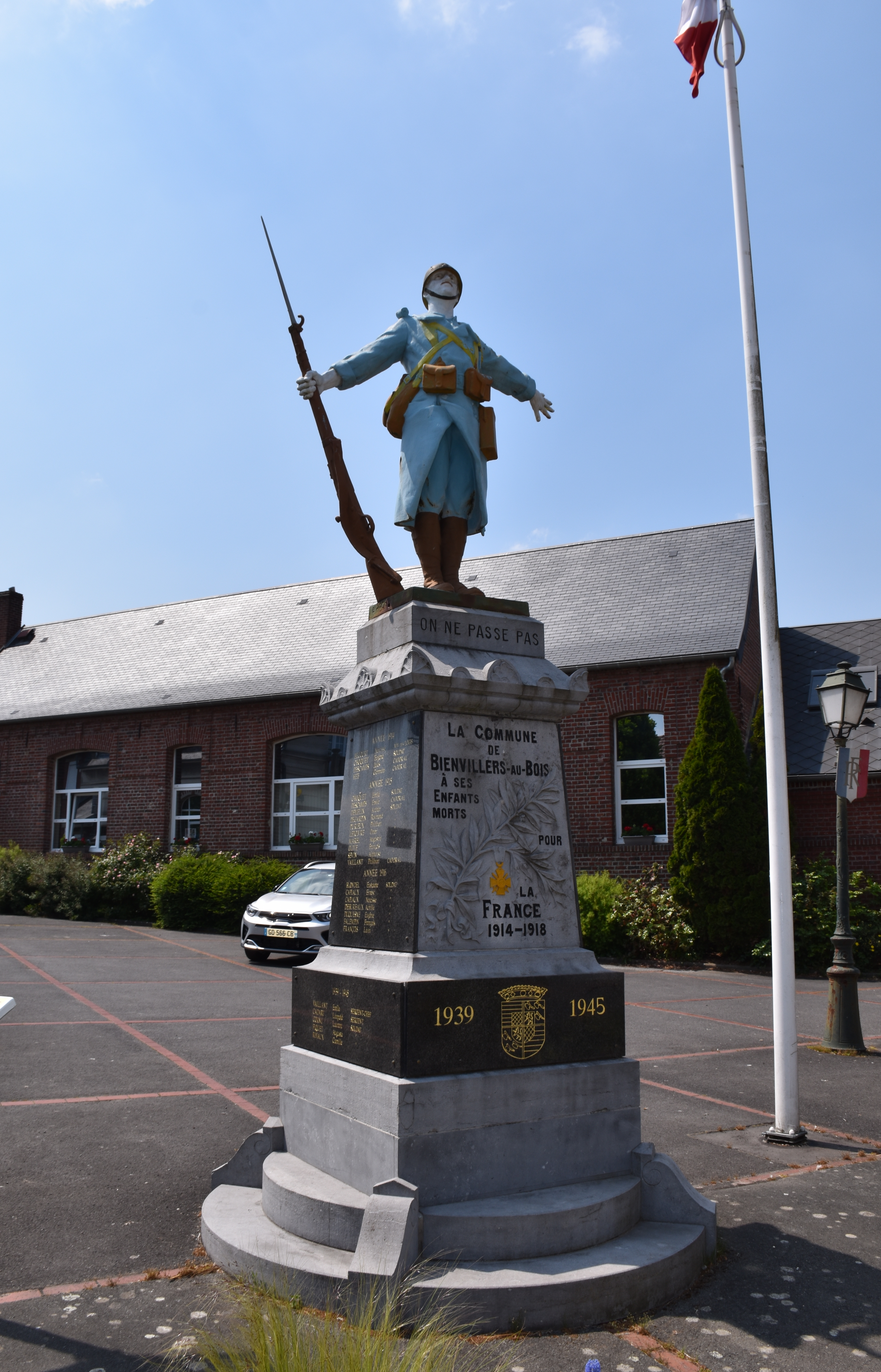
Le monument aux morts des deux guerres.
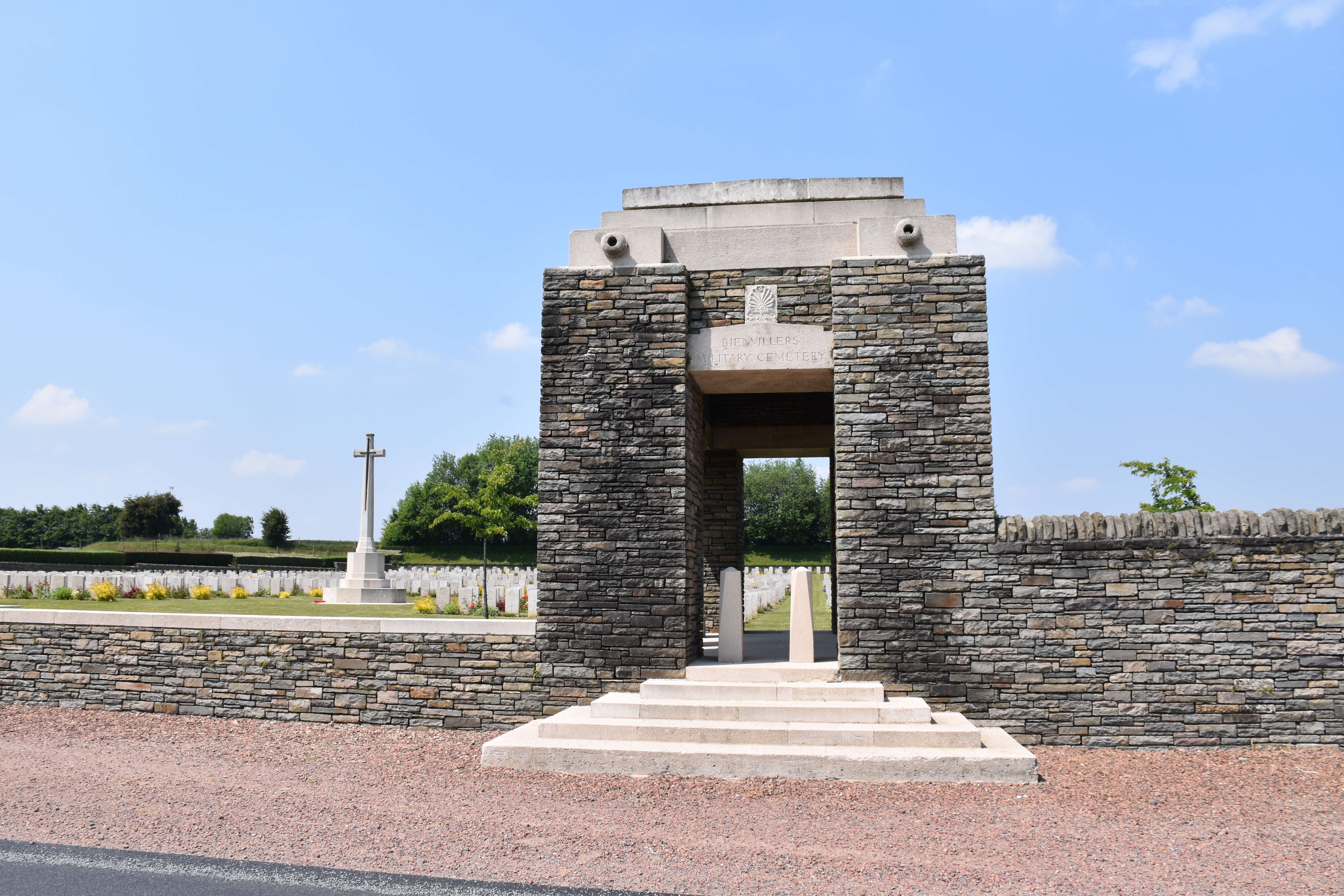
Le cimetière militaire de Bienvillers.

### Héraldique
| Blason de Bienvillers-au-Bois | Blason  | Écartelé : aux 1er et 4e d'argent à trois fasces de gueules, aux 2e et 3e d'argent à trois doloires de gueules ; sur le tout, écartelé aux I et IV losangé d'or et de gueules, aux II et III d'or au lion de sable. Ornements extérieursCroix de guerre 1914-1918 |
| Blason de Bienvillers-au-Bois | Détails | Le statut officiel du blason reste à déterminer. |

## Pour approfondir